# Kacper Bieszczad
Kacper Bieszczad (Krosno, 11 settembre 2002) è un calciatore polacco, portiere svincolato.

## Carriera
Cresciuto nello Zagłębie Lubin, ha esordito in prima squadra il 10 luglio 2020, nella partita di Ekstraklasa persa per 0-1 contro il Wisła Płock. Il 12 agosto seguente viene ceduto in prestito stagionale al Chrobry Głogów. L'8 agosto 2022 prolunga il proprio contratto fino al 2024.
Il 3 febbraio 2025 viene ceduto al Vizela.

## Statistiche

### Presenze e reti nei club
Statistiche aggiornate al 19 novembre 2022.
| Stagione              | Squadra               | Campionato            | Campionato | Campionato | Coppe nazionali | Coppe nazionali | Coppe nazionali | Coppe continentali | Coppe continentali | Coppe continentali | Altre coppe | Altre coppe | Altre coppe | Totale | Totale | Totale |
| Stagione              | Squadra               | Comp                  | Pres       | Reti       | Comp            | Pres            | Reti            | Comp               | Pres               | Reti               | Comp        | Pres        | Reti        | Pres   | Reti   |        |
| --------------------- | --------------------- | --------------------- | ---------- | ---------- | --------------- | --------------- | --------------- | ------------------ | ------------------ | ------------------ | ----------- | ----------- | ----------- | ------ | ------ | ------ |
| 2019-2020             | Zagłębie Lubin        | EK                    | 2          | -2         | CP              | 0               | 0               | -                  | -                  | -                  | -           | -           | -           | 2      | -2     |        |
| 2020-2021             | Chrobry Głogów        | 1L                    | 17         | -27        | CP              | 1               | -2              | -                  | -                  | -                  | -           | -           | -           | 18     | -29    |        |
| 2021-2022             | Zagłębie Lubin        | EK                    | 10         | -11        | CP              | 0               | 0               | -                  | -                  | -                  | -           | -           | -           | 10     | -11    |        |
| 2022-2023             | Zagłębie Lubin        | EK                    | 15         | -22        | CP              | 0               | 0               | -                  | -                  | -                  | -           | -           | -           | 15     | -22    |        |
| Totale Zagłębie Lubin | Totale Zagłębie Lubin | Totale Zagłębie Lubin | 27         | -35        |                 | 0               | 0               |                    | -                  | -                  |             | -           | -           | 27     | -35    |        |
| Totale carriera       | Totale carriera       | Totale carriera       | 44         | -62        |                 | 1               | -2              |                    | -                  | -                  |             | -           | -           | 45     | -64    |        |